# وناب (زنجان)
وناب (فارسی: وناب) نام روستایی در دهستان درام شهرستان طارم استان زنجان است. در سرشماری سال ۱۳۸۵ این روستا ۱۲ نفر جمعیت و ۴ خانوار داشت.